# 久彌直樹
久彌直樹是日本一名男性同人劇本作家。於大阪府出身。曾經加入Tactics（Nexton旗下品牌）、Key（Visual Art's旗下品牌）和SIESTA擔任劇本創作。其後成立個人同人團體（Cork Board）。

## 人物資料
於Tactics時擔任MOON.及ONE～光辉的季节～的劇本，其後與麻枝准等人轉投到Visual Art's，成立新品牌Key，並由久彌擔任社長。有消息指轉投的原因是Nexton社長鈴木打算辭退樋上至，引起麻枝的不滿。
Key在企劃AIR時，久彌獨自開始其他的企劃，但被發現所以辭職，當時久彌的企劃完全未有被公開過。之後久彌改為參與同人活動，但一直未有消息。
直到2003年「Black box」（後述品牌SIESTA的前身的同人組織）發表遊戲Limit Off，久彌恢復作為作家的活動，主題曲「Real intention」更是久彌的初次作詞，不過2003年8月以後就沒有新訊息發表，作品至今依然凍結。2004年SIESTA成立，並於2005年12月9日發售MOON CHILDe，久彌為輔助作家，與他上一個作品Kanon的發售日期相距達6年。
2006年7月，SIESTA的新作品發表，但沒有久彌的名字，連個人網站也停止更新，外界擔心他的消息再度停止。到了下一個月，久彌就表明會與七尾奈留組成同人組織並一同參與C70，第二年就發表sola的原型企劃書，之後久彌的活動就以sola為中心。
2012年7月14日，久彌與岸田梅尔的新作樱神樂（サクラカグラ）項目启动公布。該作品是久彌的第一部長篇小說，並於2014年2月獲得星海社的小說出版決定。
2014年3月，新動畫天體運行式（角色原案QP：flapper）正式進行企劃，久彌參與其中的原案以及劇本工作。與樱神樂一樣，天体のメソッド也是由infinite社推出的作品，該作品也是繼sola以來該社社長永谷敬之與久彌的第三部合作作品。

## 主要作品
- MOON.（劇本）
- ONE～光辉的季节～（劇本）
- Kanon（企劃、劇本）
- Limit Off（劇本）※凍結
- MOON CHILDe（劇本）
- sola（原案、劇本）
- （小說，講談社旗下雜誌Vol.2）
- サクラカグラ（小説）
- 天體運行式（原案、劇本）
- 輕拍翻轉小魔女（8-13話 劇本）
- citrus ～柑橘味香氣～（劇本統籌）
- 慟哭之星（劇本）
- A3!（系列構成）
- BLACKFOX（劇本）
- 超人力霸王特利卡（劇本統籌、劇本，林直樹名義）
- 慟哭奇機（劇本）

## 同人活動『Cork Board』
- Four Rain（1999年夏季Comic Market　C56　發刊日：1999年8月15日）
- first snow（1999年冬季Comic Market　C57　發刊日：1999年12月19日）
- ONE's MEMORY（1999年夏季Comic Market　C57　發刊日：1999年12月26日）
- SEVEN PIECE（Comic Revolution27　發刊日：2000年5月14日）
- innocent（2000年夏季Comic Market　C58　發刊日：2000年8月13日）
- ONE's MEMORY remake（Comic Revolution28　發刊日：2000年10月29日）
- Kanon another story if（2000年冬季Comic Market　C59　發刊日：2000年12月30日）
- HINATA（2001年冬季Comic Market　C61　發刊日：2001年12月30日）
- MOON. anecdote（2002年夏季Comic Market　C62　發刊日：2002年8月11日）
- SEVEN PIECE REMAKE "PIECE Ⅱ"（Comic Revolution32　發刊日：2002年10月6日）

## 外部連結
- 【Un-known】（久彌直樹個人網站）（页面存档备份，存于）（日語）
- SIESTA官方網站（页面存档备份，存于）（日語）